# Variacions sobre un tema de Haydn (Brahms)
Les Variacions sobre un tema d'Haydn (en alemany, Variationen über ein Thema von Joseph Haydn) és una obra musical en forma de tema i variacions de Johannes Brahms. Fou composta l'estiu de 1873, a partir d'un tema llavors atribuït a Franz Joseph Haydn. També se l'anomena Variacions sobre el coral de sant Antoni', ja posteriorment es va descobrir que el tema no era de Haydn.

## Dues versions: per a 2 pianos, i per a orquestra
Brahms va compondre i va publicar dues versions de l'obra: una per a dos pianos, escrita en primer lloc però designada com a Op. 56b, i una altra per a orquestra simfònica, molt més coneguda i interpretada en els nostres dies, numerada com a Opus 56a. Ambdues versions consisteixen en el tema, vuit variacions i un finale; però entre ambdues hi ha subtils variacions de tempo en diversos moviments, que, juntament amb les diferències de timbre i sonoritat, canvien per complet el caràcter de la composició.
A vegades s'ha afirmat que aquesta obra constitueix «el primer conjunt independent de variacions per a orquestra de la història de la música»; però s'oblida l'existència d'almenys una obra anterior del mateix tipus: les Vint-i-sis variacions sobre «La folia di Spagna», composta per Antonio Salieri el 1815, encara que la importància d'aquesta obra sigui molt menor.
La versió orquestral està instrumentada per a piccolo, dues flautes, dos oboès, dos clarinets, dos fagots, un contrafagot, quatre trompes (dues en mi bemoll i les altres dues en si bemoll), dues trompetes, timbales i triangle, a més de la secció habitual de corda (violins primers i segons, violes, violoncels i contrabaixos).

## Obra orquestral de maduresa
Aquestes Variacions representen la primera obra simfònica adulta de Brahms, lluny ja de les dues Serenates de joventut (Op. 11 i Op.16) i fins i tot del primer concert per a piano i orquestra, compost catorze anys abans. La partitura va ser estrenada el 2 de novembre de 1873 per l'Orquestra Filharmònica de Viena sota la direcció de l'autor, amb un gran acolliment de crítica i públic, la qual cosa va cimentar la reputació internacional de Brahms com a compositor simfònic. D'aquesta manera es va obrir el camí a les grans obres orquestrals que Brahms compondria en els quinze anys següents (la Primera Simfonia s'estrenaria justament tres anys després que les Variacions). Potser per això, el propi Brahms va guardar sempre un afecte especial a aquesta composició, aparentment menor; i així es referia a ella, en una carta a Clara Schumann, dient que 
| « | pel que fa a aquesta obra sento una mena de debilitat i m'aporta més satisfacció i plaer que moltes altres. | » |

La versió per a dos pianos es va estrenar igualment a Viena, el 10 de febrer de 1874.
L'execució de la versió orquestral sol durar al voltant de divuit minuts.

## Sobre l'origen del tema
El 1870, Karl Ferdinand Pohl, bibliotecari de la Gesellschaft der Musikfreunde i després primer biògraf de Brahms, va trobar les partitures manuscrites de Sis Divertimenti (Feldparthien en alemany) per a vuit instruments de vent, que va atribuir a Franz Joseph Haydn, en la biografia del qual treballava en aquell moment. Coneixedor de l'interès de Brahms (que després seria director de la Societat) per recuperar obres musicals antigues, Pohl va ensenyar al compositor els seus descobriments. El segon moviment del Divertimento núm. 1 portava l'epígraf «Chorale St. Antoni». Brahms va quedar seduït per aquesta melodia i va obtenir de Pohl una còpia de la partitura. Tres anys després, durant la seva estada estival en la localitat bavaresa de Tutzing, Brahms usaria aquest «Coral de sant Antoni» com a tema per a les seves Variacions.
Malgrat el títol de la composició, i encara que els divertimenti trobats per Pohl figuren al Catàleg Hoboken de les obres de Haydn (Hob. II:46), des de mitjans del segle XX es posa molt en dubte aquesta atribució del tema original, que avui es creu que va ser compost per Ignace Joseph Pleyel, deixeble de Haydn. Però, fins i tot després de donar per definitiva aquesta atribució, quedaria encara pendent la qüestió d'establir si el «Coral de sant Antoni» és una obra original o si el compositor del divertimento es va limitar a citar un tema anterior de font desconeguda. En aquest sentit, Eduard Hanslick va formular la hipòtesi que el coral era un himne en honor de sant Antoni de Pàdua cantat pels pelegrins que es dirigien a una capella consagrada al sant a la regió austríaca de Burgenland. No existeixen, no obstant això, fonts que avalin aquesta hipòtesi, ni cap altre esment de l'anomenat «Coral de sant Antoni».
El que sí sembla definitivament establert és que Haydn no va escriure el coral, ni cap dels divertimenti trobats per Pohl. En opinió de H. C. Robbins Landon —una de les màximes autoritats sobre Haydn—, tota la sèrie de divertimenti «és espúria i (...) ni una sola nota és de Haydn». Per això, alguns musicòlegs, encapçalats pel mateix Robbins Landon, han proposat redenominar l'obra Variacions sobre el coral de sant Antoni, a fi de no contribuir a perpetuar una atribució errònia; però l'ús habitual i la discografia segueixen mantenint el nom original.

## Estructura general de l'obra
|                          | Compàs núm. | Indicació de tempo (Op. 56b) | Indicació de tempo (Op. 56a, quan difereix de l'Op.56b) | Tonalitat principal | Mètrica |
| ------------------------ | ----------- | ---------------------------- | ------------------------------------------------------- | ------------------- | ------- |
| Tema. Chorale St. Antoni | 1           | Andante                      |                                                         | Si♭ major           | 2/4     |
| Variació núm. 1          | 30          | Poco più animato             | Andante con moto                                        | Si♭ major           | 2/4     |
| Variació núm. 2          | 59          | Più vivace                   | Vivace                                                  | Si♭ menor           | 2/4     |
| Variació núm. 3          | 88          | Con moto                     |                                                         | Si♭ major           | 2/4     |
| Variació núm. 4          | 146         | Andante con moto             | Andante                                                 | Si♭ menor           | 3/8     |
| Variació núm. 5          | 206         | Vivace                       | Poco presto                                             | Si♭ major           | 6/8     |
| Variació núm. 6          | 264         | Vivace                       |                                                         | Si♭ major           | 2/4     |
| Variació núm. 7          | 293         | Grazioso                     |                                                         | Si♭ major           | 6/8     |
| Variació núm. 8          | 322         | Presto non troppo            | Poco presto                                             | Si♭ menor           | 3/4     |
| Finale                   | 361         | Andante                      |                                                         | Si♭ major           | 2/2     |

## Aspectes formals
El tema comença amb un passatge repetit de deu compassos, que al seu torn es divideix, de forma poc habitual, en un antecedent i un conseqüent de cinc compassos cadascun, peculiaritat que podria haver interessat a Brahms. L'atmosfera del tema original és evocada en conservar Brahms gairebé la mateixa instrumentació del divertimento (dos oboès, tres fagots, dues trompes i un serpent), encara que suprimint un dels oboès i substituint el ja arcaic serpent pel contrafagot.
En les variacions, Brahms conserva les línies fonamentals de la successió d'acords que harmonitzen el tema. Introdueix en algunes variacions petits canvis o addicions, desenvolupant diferents cèl·lules tímbriques i melòdiques, a vegades preses del tema original i en altres d'invenció pròpia, i substituint de vegades les repeticions per una reorganització orquestral i contrapuntística del material musical. En definitiva, es conserva en totes les variacions la disposició periòdica del tema, però el tractament melòdic i harmònic es pren moltes llibertats: a vegades la relació melòdica amb el tema queda totalment oculta i l'harmonia porta, en general, el segell del romanticisme.
Les variacions es relacionen entre si amb freqüència segons el principi del contrast. Així, la quarta (Andante con moto) té un caràcter elegíac, contraposant-se a la cinquena (Vivace), de caràcter centellejant, que fa el paper d'un Scherzo. De la mateixa manera, la robusta sisena variació (també Vivace), contrasta amb el caràcter eteri de la setena (Grazioso).
Les variacions conclouen amb un Finale molt elaborat, en el començament del qual Brahms reprèn la forma barroca de la passacaglia, com més tard farà, en una escala grandiosa, en el final de la Simfonia núm. 4. Sobre la base d'un baix ostinato de cinc compassos, tret de l'inici del tema del Coral, Brahms articula disset petites variacions, que condueixen a una reexposició triomfal del tema original més ornamentat, en el qual Brahms, habitualment més contingut, es permet l'ús destacat del triangle.
Just abans del final de la peça, en la coda del Finale, Brahms cita, deliberadament o no, un passatge autèntic de Haydn. En els compassos 463 i 464 les violes i els violoncels reprodueixen la línia dels violoncels en el compàs 148 del segon moviment de la Simfonia del Rellotge. Irònicament, aquesta al·lusió tangencial sembla l'únic vincle real de les Variacions amb el compositor, com a suposat autor del tema original com figura en el títol.